# Constantine (TV-serie)
Constantine är en amerikansk TV-serie som utvecklats av Daniel Cerone och David S. Goyer för NBC. Serien är baserad på serietidningen Hellblazer utgiven av DC Comics. Matt Ryan spelar John Constantine som har huvudrollen i serien. Serien hade premiär den 24 oktober 2014. 

## Handling
Serien handlar om John Constantine, en demonjägare och mästare i det ockulta. John har väldigt mycket kunskaper när det kommer till svartkonst  och använder dem till att bekämpa ondska i världen med sin äldsta vän Chas Chandler. 

## Huvudkaraktärer
- Matt Ryan  -  John Constantine
- Charles Halford  -  Chas Chandler
- Harold Perrineau  -  Manny
- Angelica Celaya  -  Zed Martin

1. ↑  NBC fall premiere dates; 'Constantine' held until October (på engelska), Entertainment Weekly, 2 juni 2014, läs online.[källa från Wikidata]